# Litil Divil
 (septembre 2018).
Si vous disposez d'ouvrages ou d'articles de référence ou si vous connaissez des sites web de qualité traitant du thème abordé ici, merci de compléter l'article en donnant les références utiles à sa vérifiabilité et en les liant à la section « Notes et références ».
Litil Divil est un jeu vidéo d'action-aventure développé et édité par Gremlin Graphics en 1993 sur PC (DOS), Amiga CD32, puis en 1995 sur CD-I.

## Résumé
« J'ai vraiment pas de chance… Alors que je me consacrais à mes activités favorites (dormir et me gratter), le Grand Conseil nous a tous réunis comme chaque année. Sauf que cette année, j'ai perdu à la courte paille. Du coup, c'est moi Mutt, petit démon insignifiant, qui dois aller chercher la Légendaire Pizza du Glouton. Et il ne faut pas croire que les livreurs viennent jusque chez nous. Non, il va me falloir traverser ce damné labyrinthe jusqu'au monde de la lumière… J'ai vraiment pas de chance… » — Mutt, démon.

## Système de jeu
Le but du jeu est de traverser le Labyrinthe du Chaos et ses 5 niveaux pour aller récupérer la Légendaire Pizza du Glouton.
Le jeu alterne les phases dans le labyrinthe en lui-même, constitué de couloirs et de nombreuses intersections parsemés de pièges divers et variés (pics surgissant du sol, fosse…), et les phases d'action lors de 50 tableaux (ou salles) où Mutt doit soit résoudre une énigme, soit vaincre un adversaire beaucoup plus puissant que lui.
Les contrôles sont très classiques : 4 directions et 2 boutons, servant à sauter dans les couloirs, ou à des actions diverses lors de la traversées des tableaux.
Si sa barre de santé atteint zéro, ou s'il est rattrapé par l'Entité (en clair, si le joueur prend trop de temps pour conclure un niveau), Mutt sera envoyé dans la salle de torture, mettant fin à la partie.
Si au contraire tout se passe bien, le niveau se conclut alors par le sauvetage de l'âme d'un prédécesseur de Mutt qui a échoué à ramener la Pizza.

## Équipe de développement
- Code : Andrew McCabe, Thomas Rolfs
- Graphismes : Phil Plunkett
- Animation : Aidan Walsh
- Musiques : Patrick Phelan